# Synagoge Hülchrath

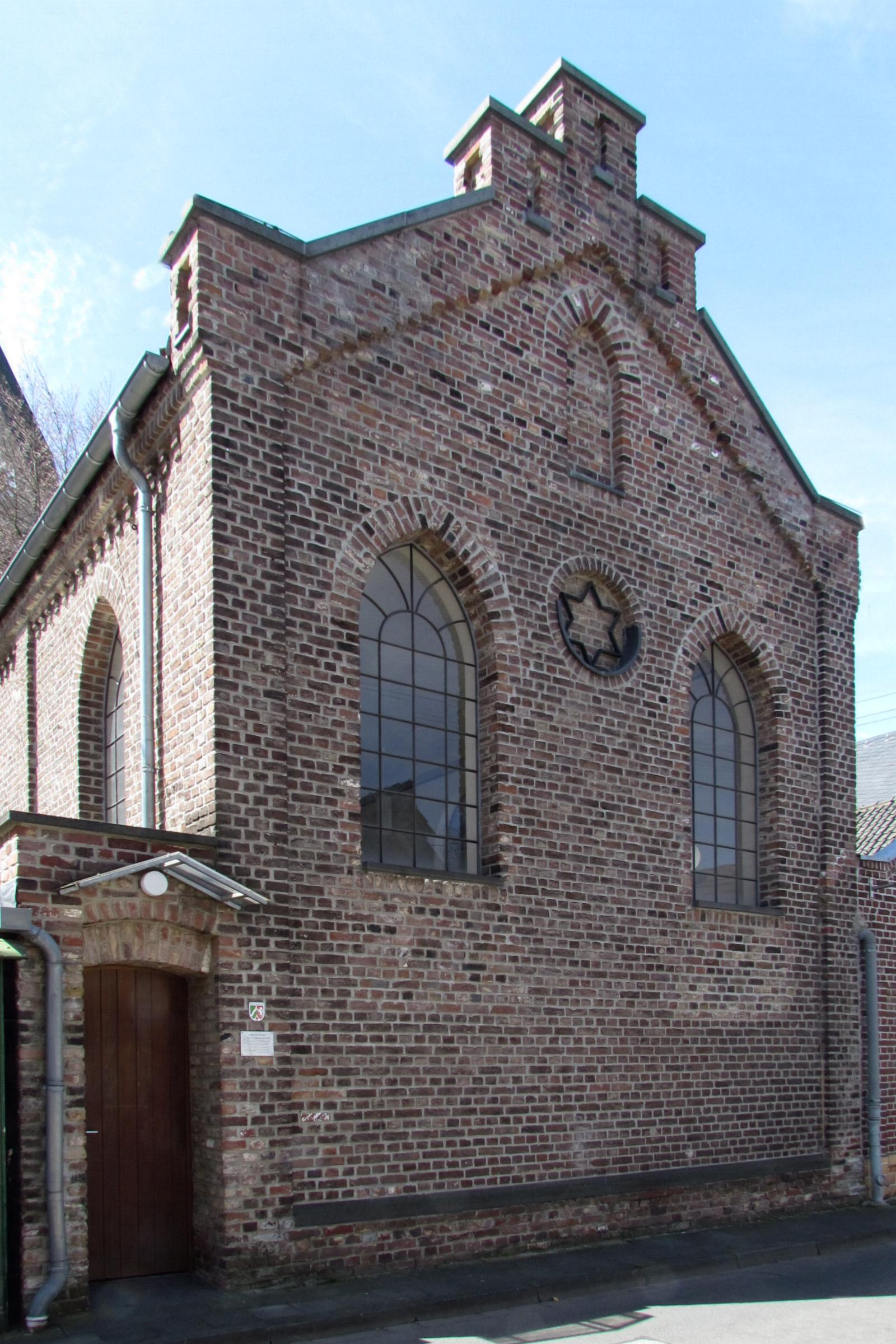
Synagoge von Hülchrath

Die Synagoge von Hülchrath befindet sich in der Broichstraße 16, im historischen Ortskern von Hülchrath.
Die Synagoge wurde von der jüdischen Gemeinde 1875 errichtet und 1876 eingeweiht. Sie ersetzte den Betraum aus der Zeit von etwa 1780. Die Gemeinde in Hülchrath war eine Filialgemeinde im Synagogenbezirk Grevenbroich. In der Zeit des Nationalsozialismus wurde das Gebäude an eine Metzgerei verkauft und diente bis Anfang der 1990er Jahre als Wurst- und Schlachtküche.
Die Stadt Grevenbroich erwarb 1994 das Gebäude. Nach einer Restaurierung wurde es am 9. November 1998 als Gedenk- und Begegnungsstätte eingeweiht. Der damalige Ministerpräsident Johannes Rau hielt die Festrede. Im Inneren sind gemalte Decken- und Wandfriese erhalten. 